# Detached Object
| Resonante transneptunische Objekte Cubewanos Scattered Disk Objects Detached objects |

transneptunische Objekte, nach ihrer Entfernung und ihrer Bahnneigung eingezeichnet. Objekte über einer Entfernung von 100 Astronomischen Einheiten sind beschriftet.

Detached Objects (deutsch „Losgelöste Objekte“) sind eine Klasse von Asteroiden im äußeren Sonnensystem und gehören zu den transneptunischen Objekten. Ihr Perihel (sonnennächster Punkt) ist von Neptun, dem äußersten Planeten, und den anderen bekannten Planeten so weit entfernt, dass sie von ihnen nur mäßig beeinflusst werden. Daher erscheinen sie vom Rest des Sonnensystems „losgelöst“, mit Ausnahme der Anziehungskraft der Sonne.
Auf diese Weise unterscheiden sich Detached Objects erheblich von den meisten anderen bekannten transneptunischen Objekten, die eine lose definierte Gruppe von Asteroiden bilden, die durch Gravitationsbegegnungen mit den Gasplaneten, vorwiegend Neptun, in unterschiedlichem Maße auf ihrer Umlaufbahn gestört werden. Detached Objects haben größere Perihelien als andere transneptunische Objekte, einschließlich der Objekte in Bahnresonanz mit Neptun (z. B. (134340) Pluto), der klassischen Objekte des Kuipergürtels in nicht resonanten Bahnen wie (136472) Makemake sowie der Scattered Disk Objects wie (136199) Eris.
Detached Objects werden in der wissenschaftlichen Literatur auch als erweiterte Scattered Disk Object (E-SDO), Distant Detached Objects oder Scattered–Extended (etwa in der Klassifikation der Deep Ecliptic Survey) bezeichnet. Dies spiegelt die dynamische Abstufung wider, die unter den Orbitalparametern der Scattered Disk Objects und der Detached Objects besteht.
Mindestens neun Objekte wurden sicher als Detached Objects identifiziert, von denen der größte, am weitesten entfernte und bekannteste (90377) Sedna, ein Zwergplanetenkandidat, ist. Astronomische Objekte mit einem Perihel von über 50 Astronomischen Einheiten werden als Sednoide bezeichnet. Zusätzlich zu (90377) Sedna sind zwei weitere Sednoide bekannt: 2012 VP113 und (541132) Leleākūhonua.

## Umlaufbahnen
Detached Objects weisen Perihele (sonnennächster Punkt) auf, die größer sind als das Aphel (sonnenentferntester Punkt) Neptuns (des äußersten Planeten). Ihre Bahnen sind oft stark exzentrische mit Großen Halbachsen von bis zu einigen hundert Astronomischen Einheiten (eine Astronomische Einheit ist die durchschnittliche Entfernung der Erde zur Sonne). Ihre Umlaufbahnen können nicht durch Bahnstörungen der Gasplaneten erzeugt worden sein, nicht einmal durch den von ihnen aus nächsten Planeten, Neptun. Es werden eine Reihe von Möglichkeiten in Betracht gezogen, darunter die Begegnung mit einem nahe vorbeifliegenden Stern, einem Planeten im Kuipergürtel (Planet Neun), möglicherweise Neptun, wenn er früher eine viel exzentrischere Umlaufbahn hatte, von der aus er Objekte in ihre aktuelle Umlaufbahn gezogen haben könnte. Eine weitere Entstehungsmöglichkeit ist, dass früher vorhandene Planeten, die einen gravitativen Einfluss auf Detached Objects hatten, später zu Einzelgänger-Planeten wurden.
Die Theorie der Existenz von Planet Neun legt nahe, dass die Umlaufbahnen mehrerer Detached Objects durch den Gravitationseinfluss eines großen, nicht bekannten Planeten zwischen 200 und 1200 Astronomischen Einheiten und 1200 und/oder den Einfluss von Neptun erklärt werden können.

## Klassifizierung
Detached Objects sind eine von fünf unterschiedlichen Klassen der transneptunischen Objekte (TNO). Die anderen vier Klassen sind Kuipergürtelobjekte, Resonante transneptunische Objekte, Scattered Disc Objects (SDO) und Sednoide. Detached Objects haben im Allgemeinen einen Perihelabstand von mehr als 40 Astronomische Einheiten, was starke Wechselwirkungen mit Neptun verhindert, die eine ungefähr kreisförmige Umlaufbahn von etwa 30 Astronomischen Einheiten Abstand von der Sonne hätte. Es gibt jedoch keine klaren Grenzen zwischen den Scattered Disc Objects und den Detached Objects, da beide als transneptunische Objekte in einer Zwischenregion mit einem Perihelabstand zwischen 37 und 40 Astronomischen Einheiten koexistieren können. Ein solcher Zwischenkörper mit einer gut bestimmten Umlaufbahn ist (120132) 2003 FY128.
Die Entdeckung von (90377) Sedna 2003 hat zusammen mit einigen anderen zu dieser Zeit entdeckten Objekten wie (148209) 2000 CR105 und (612911) 2004 XR190 die Diskussion über eine neue Kategorie entfernter Objekte angeregt, die wahrscheinlich auch Objekte der inneren Oortschen Wolke beinhalten könnte, oder Übergangsobjekte zwischen den Scattered Disc Objects und der inneren Oortschen Wolke sein könnten.
Obwohl (90377) Sedna vom Minor Planet Center offiziell als Scattered Disc Object angesehen wird, schlug sein Entdecker Michael E. Brown vor, dass es als Objekt der inneren Oortschen Wolke betrachtet werden sollte, da sein Perihelabstand von 76 Astronomischen Einheiten zu weit entfernt ist, um von der Anziehungskraft der äußeren Planeten beeinflusst zu werden. Diese Klassifizierung von (90377) Sedna als Detached Object wird in neueren Veröffentlichungen akzeptiert.
Diese Denkweise legt nahe, dass das Fehlen einer signifikanten Gravitationswechselwirkung mit den äußeren Planeten eine erweiterte äußere Gruppe schafft, die zwischen (90377) Sedna (Perihel von 76 Astronomischen Einheiten) und konventionelleren Scattered Disc Objects wie (15874) 1996 TL66 (Perihel von 35 Astronomischen Einheiten).

### Einfluss Neptuns
Eines der Probleme bei der Definition dieser erweiterten Kategorie besteht darin, dass schwache Bahnresonanzen existieren können und aufgrund von Planetenstörungen und des gegenwärtigen Mangels an Kenntnis der Umlaufbahnen dieser entfernten Objekte schwer nachzuweisen sind. Sie haben Umlaufzeiten von mehr als 300 Jahren und die meisten wurden nur über wenige Jahre beobachtet. Aufgrund ihrer großen Entfernung und langsamen Bewegung gegenüber Hintergrundsterne kann es Jahrzehnte dauern, bis die meisten Umlaufbahnen gut genug bestimmt sind, um eine Resonanz sicher zu bestätigen oder auszuschließen. Eine genauere Kenntnis der Umlaufbahnen und der potenziellen Resonanz dieser Objekte wird dazu beitragen, die Bewegung der Riesenplaneten und die Entstehung des Sonnensystems besser zu verstehen. Zum Beispiel zeigen Simulationen von V. V. Jemeljanenko und E. L. Kiseleva 2007, dass viele dieser Objekte mit Neptun in Resonanz stehen könnten. Sie zeigen eine zehnprozentige Wahrscheinlichkeit, dass sich (148209) 2000 CR105 in einer 20:1-Resonanz befindet, eine 38-prozentige Wahrscheinlichkeit, dass sich 2003 QK91 in einer 10:3-Resonanz befindet, eine 84-prozentige Wahrscheinlichkeit und dass sich (82075) 2000 YW134 in einer 8:3-Resonanz befindet. Der Zwergplanetenkandidat (145480) 2005 TB190 scheint eine Wahrscheinlichkeit von weniger als einen Prozent für eine 4:1-Resonanz zu haben.

### Einfluss von hypothetischen äußeren Planeten
Michael E. Brown – der die Hypothese von Planet Neun aufgestellt hatte – stellte fest, „alle bekannten entfernten Objekte, die auch ein wenig vom Kuipergürtel entfernt sind (insbesondere Objekte mit einer Großen Halbachse größer als 100 Astronomischen Einheiten und einem Perihel von mehr als 42 Astronomischen Einheiten) unter dem Einfluss dieses hypothetischen Planeten stehen.“ Carlos de la Fuente Marcos und Ralph de la Fuente Marcos berechneten, dass einige der statistisch signifikanten Verhältnismäßigkeiten mit der Hypothese von Planet Neun kompatibel sind; insbesondere eine Reihe von Objekten, die als extreme transneptunische Objekte (ETNOs) bezeichnet werden kann in den Resonanzen der mittleren Bewegung von 5:3 und 3:1 mit einem mutmaßlichen Planeten Neun mit einer Hauptachse ∼700 AU gefangen sein.

## Mögliche Detached Objects
Dies ist eine Liste bekannter Objekte, die von Neptuns Umlaufbahn nicht gestreut werden konnten und daher wahrscheinlich Detached Objects sind, die jedoch innerhalb der Perihel-Lücke von 50 bis 75 Astronomischen Objekte liegen, die Sednoide definiert:
Die aufgeführten Objekte haben ein Perihel von mehr als 40 Astronomischen Einheiten und eine Große Halbachse von mehr als 47,7 Astronomischen Einheiten (die 1:2-Resonanz mit Neptun und die ungefähre äußere Grenze des Kuipergürtels)
| Astronomisches Objekt | Durchmesser (km) | mag | q (AU) | a (AU)  | Q (AU)  | ω (°)   | Entdeckung | Entdecker                                                                                               | Einzelnachweise und Anmerkungen                                                             |
| --------------------- | ---------------- | --- | ------ | ------- | ------- | ------- | ---------- | --- | ------------------------------------------------------------------------------------------- |
| (148209) 2000 CR105   | 243              | 6,3 | 44,252 | 221,2   | 398     | 316,93  | 2000       | Marc William Buie                                                                                       | [ 32 ]                                                                                      |
| (82075) 2000 YW134    | 216              | 4,7 | 41,207 | 57,795  | 74,383  | 316,481 | 2000       | Spacewatch                                                                                              | ≈3:8-Bahnresonanz mit Neptun                                                                |
| 2001 FL193            | 81               | 8,7 | 40,29  | 50,26   | 60,23   | 108,6   | 2001       | Rhiannon Lynne Allen, Gary Bernstein, Renu Malhotra                                                     | Umlaufbahn schlecht bekannt, möglicherweise kein transneptunisches Objekt                   |
| 2001 KA77             | 634              | 50  | 43,41  | 47,74   | 52,07   | 120,3   | 2001       | Marc William Buie                                                                                       | Grenze zu den Cubewanos                                                                     |
| 2002 CP154            | 222              | 6,5 | 42     | 52      | 62      | 50      | 2002       | Marc William Buie                                                                                       | Umlaufbahn schlecht bekannt, jedoch sicher ein Detached Object                              |
| 2003 UY291            | 147              | 7,4 | 41,19  | 48,95   | 56,72   | 15,6    | 2003       | Marc William Buie                                                                                       | Grenze zu den Cubewanos                                                                     |
| (90377) Sedna         | 995              | 1,5 | 76,072 | 483,3   | 890     | 311,61  | 2003       | Michael E. Brown, Chad Trujillo, David Lincoln Rabinowitz                                               | Sednoid                                                                                     |
| 2004 PD112            | 267              | 6,1 | 40     | 70      | 90      | 40      | 2004       | Marc William Buie                                                                                       | Umlaufbahn schlecht bekannt, möglicherweise kein Detached Object                            |
| (474640) Alicanto     | 222              | 6,5 | 47,308 | 315     | 584     | 326,925 | 2004       | Cerro Tololo (nicht bestätigt)                                                                          | [ 33 ] [ 34 ] [ 35 ]                                                                        |
| (612911) 2004 XR190   | 612              | 4,1 | 51,085 | 57,336  | 63,586  | 284,93  | 2004       | Rhiannon Lynne Allen, Brett Gladman, John J. Kavelaars, Jean-Marc Petit, Joel W. Parker, Phil Nicholson | Pseudo-Sednoid, Große Bahnneigung;                                                          |
| 2005 CG81             | 267              | 6,1 | 41,03  | 54,10   | 67,18   | 57,12   | 2005       | Canada France Ecliptic Plane Survey                                                                     | —                                                                                           |
| (385607) 2005 EO297   | 161              | 7,2 | 41,215 | 62,98   | 84,75   | 349,86  | 2005       | Marc William Buie                                                                                       | —                                                                                           |
| (145480) 2005 TB190   | 372              | 4,5 | 46,197 | 75,546  | 104,896 | 171,023 | 2005       | Andrew C. Becker, Andrew W. Puckett, Jeremy Martin Kubica                                               | [ 37 ]                                                                                      |
| 2006 AO101            | 168              | 7,1 |        |         |         |         | 2006       | Mauna Kea Observatories (nicht bestätigt)                                                               | Umlaufbahn schlecht bekannt, möglicherweise kein transneptunisches Objekt                   |
| (278361) 2007 JJ43    | 558              | 4,5 | 40,383 | 48,390  | 56,397  | 6,536   | 2007       | Palomar-Obersvatorium (nicht bestätigt)                                                                 | Grenze zu den Cubewanos                                                                     |
| 2007 LE38             | 176              | 7,0 | 41,798 | 54,56   | 67,32   | 53,96   | 2007       | Mauna Kea-Observatorium (nicht bestätigt)                                                               |                                                                                             |
| (528381) 2008 ST291   | 640              | 4,2 | 42,27  | 99,3    | 156,4   | 324,37  | 2008       | Megan Schwamb, Michael E. Brown, David Lincoln Rabinowitz                                               | ≈1:6-Bahnresonanz mit Neptun                                                                |
| 2009 KX36             | 111              | 8,0 |        | 100     | 100     |         | 2009       | Mauna Kea-Observatorium (nicht bestätigt)                                                               | Umlaufbahn schlecht bekannt, möglicherweise kein transneptunisches Objekt                   |
| (523635) 2010 DN93    | 486              | 4,7 | 45,102 | 55,501  | 65,90   | 33,01   | 2010       | Pan-STARRS                                                                                              | ≈2:5-Bahnresonanz mit Neptun                                                                |
| (552555) 2010 ER65    | 404              | 5,0 | 40,035 | 99,71   | 159,39  | 324,19  | 2010       | David Lincoln Rabinowitz, Suzanne W. Tourtellotte                                                       | —                                                                                           |
| 2010 GB174            | 222              | 6,5 | 48,8   | 360     | 670     | 347,7   | 2010       | Mauna Kea-Observatorium (nicht bestätigt)                                                               | —                                                                                           |
| 2012 FH84             | 161              | 7,2 | 42     | 56      | 70      | 10      | 2012       | Las-Campanas-Observatorium (nicht bestätigt)                                                            | —                                                                                           |
| 2012 VP113            | 702              | 4,0 | 80,47  | 256     | 431     | 293,8   | 2012       | Scott S. Sheppard, Chad Trujillo                                                                        | Sednoid                                                                                     |
| 2013 FQ28             | 280              | 6,0 | 45,9   | 63,1    | 80,3    | 230     | 2013       | Scott S. Sheppard, Chad Trujillo                                                                        | ≈1:3-Bahnresonanz mit Neptun resonance                                                      |
| 2013 FT28             | 202              | 6,7 | 43,5   | 310     | 580     | 40,3    | 2013       | Scott S. Sheppard                                                                                       | —                                                                                           |
| (496315) 2013 GP136   | 212              | 6,6 | 41,061 | 155,1   | 269,1   | 42,38   | 2013       | Outer Solar System Origins Survey                                                                       | —                                                                                           |
| 2013 GQ136            | 222              | 6,5 | 40,79  | 49,06   | 57,33   | 155,3   | 2013       | Outer Solar System Origins Survey                                                                       | Grenze zu den Cubewanos                                                                     |
| 2013 GG138            | 212              | 6,6 | 46,64  | 47,792  | 48,946  | 128     | 2013       | Outer Solar System Origins Survey                                                                       | Grenze zu den Cubewanos                                                                     |
| (500876) 2013 JD64    | 111              | 8,0 | 42,603 | 73,12   | 103,63  | 178,0   | 2013       | Outer Solar System Origins Survey                                                                       | —                                                                                           |
| (500880) 2013 JJ64    | 147              | 7,4 | 44,04  | 48,158  | 52,272  | 179,8   | 2013       | Outer Solar System Origins Survey                                                                       | Grenze zu den Cubewanos                                                                     |
| 2013 SY99             | 202              | 6,7 | 50,02  | 694     | 1338    | 32,1    | 2013       | Outer Solar System Origins Survey                                                                       | —                                                                                           |
| 2013 SK100            | 134              | 7,6 | 45,468 | 61,61   | 77,76   | 11,5    | 2013       | Outer Solar System Origins Survey                                                                       | —                                                                                           |
| (505478) 2013 UT15    | 255              | 6,3 | 43,89  | 195,7   | 348     | 252,33  | 2013       | Outer Solar System Origins Survey                                                                       | —                                                                                           |
| 2013 UB17             | 176              | 7,0 | 44,49  | 62,31   | 80,13   | 308,93  | 2013       | Outer Solar System Origins Survey                                                                       | —                                                                                           |
| 2013 VD24             | 128              | 7,8 | 40     | 50      | 70      | 197     | 2013       | Dark Energy Survey                                                                                      | Umlaufbahn schlecht bekannt, möglicherweise kein Detached Object                            |
| 2013 YJ151            | 336              | 5,4 | 40,866 | 72,35   | 103,83  | 141,83  | 2013       | Pan-STARRS                                                                                              | —                                                                                           |
| (523692) 2014 EZ51    | 770              | 3,7 | 40,70  | 52,49   | 64,28   | 329,84  | 2014       | Pan-STARRS                                                                                              | —                                                                                           |
| 2014 FC69             | 533              | 4,6 | 40,28  | 73,06   | 105,8   | 190,57  | 2014       | Scott S. Sheppard, Chad Trujillo                                                                        |                                                                                             |
| 2014 FZ71             | 185              | 6,9 | 55,9   | 76,2    | 96,5    | 245     | 2014       | Scott S. Sheppard, Chad Trujillo                                                                        | Pseudo-Sednoid; ≈1:4-Bahnresonanz mit Neptun                                                |
| 2014 FC72             | 509              | 4,5 | 51,670 | 76,329  | 100,99  | 32,85   | 2014       | Pan-STARRS                                                                                              | Pseudo-Sednoid; ≈1:4-Bahnresonanz mit Neptun                                                |
| (533560) 2014 JM80    | 352              | 5,5 | 46,00  | 63,00   | 80,01   | 96,1    | 2014       | Pan-STARRS                                                                                              | ≈1:3-Bahnresonanz mit Neptun                                                                |
| 2014 JS80             | 306              | 5,5 | 40,013 | 48,291  | 56,569  | 174,5   | 2014       | Pan-STARRS                                                                                              | Grenze zu den Cubewanos                                                                     |
| 2014 OJ394            | 423              | 5,0 | 40,80  | 52,97   | 65,14   | 271,60  | 2014       | Pan-STARRS                                                                                              | 3:7-Bahnresonanz mit Neptun                                                                 |
| 2014 QR441            | 193              | 6,8 | 42,6   | 67,8    | 93,0    | 283     | 2014       | Dark Energy Survey                                                                                      | —                                                                                           |
| 2014 SR349            | 202              | 6,6 | 47,6   | 300     | 540     | 341,1   | 2014       | Scott S. Sheppard, Chad Trujillo                                                                        | —                                                                                           |
| 2014 SS349            | 134              | 7,6 | 45     | 140     | 240     | 148     | 2014       | S. S. Sheppard, C. A. Trujillo                                                                          | ≈2:10-Bahnresonanz mit Neptun                                                               |
| 2014 ST373            | 330              | 5,5 | 50,13  | 104,0   | 157,8   | 297,52  | 2014       | Dark Energy Survey                                                                                      | —                                                                                           |
| 2014 UT228            | 154              | 7,3 | 43,97  | 48,593  | 53,216  | 49,9    | 2014       | Outer Solar System Origins Survey                                                                       | Grenze zu den Cubewanos                                                                     |
| 2014 UA230            | 222              | 6,5 | 42,27  | 55,05   | 67,84   | 132,8   | 2014       | Outer Solar System Origins Survey                                                                       | —                                                                                           |
| 2014 UO231            | 97               | 8,3 | 42,25  | 55,11   | 67,98   | 234,56  | 2014       | Outer Solar System Origins Survey                                                                       | —                                                                                           |
| (523759) 2014 WK509   | 584              | 4,0 | 40,08  | 50,79   | 61,50   | 135,4   | 2014       | Pan-STARRS                                                                                              | —                                                                                           |
| 2014 WB556            | 147              | 7,4 | 42,6   | 280     | 520     | 234     | 2014       | Dark Energy Survey                                                                                      | —                                                                                           |
| 2015 AL281            | 293              | 6,1 | 42     | 48      | 54      | 120     | 2015       | Pan-STARRS                                                                                              | Grenze zu den Cubewanos, Bahndaten nicht genau bekannt, möglicherweise kein Detached Object |
| (495603) 2015 AM281   | 486              | 4,8 | 41,380 | 55,372  | 69,364  | 157,72  | 2015       | Pan-STARRS                                                                                              | —                                                                                           |
| (487581) 2015 BE519   | 352              | 5,5 | 44,82  | 47,866  | 50,909  | 293,2   | 2015       | Pan-STARRS                                                                                              | Grenze zu den Cubewanos                                                                     |
| 2015 FJ345            | 117              | 7,9 | 51     | 63,0    | 75,2    | 78      | 2015       | Scott S. Sheppard, Chad Trujillo                                                                        | Pseudo-Sednoid; ≈1:3-Bahnresonanz mit Neptun                                                |
| 2015 GP50             | 222              | 6,5 | 40,4   | 55,2    | 70,0    | 130     | 2015       | Scott S. Sheppard, Chad Trujillo                                                                        | —                                                                                           |
| 2015 KH162            | 671              | 3,9 | 41,63  | 62,29   | 82,95   | 296,805 | 2015       | Scott S. Sheppard, David J. Tholen, Chad Trujillo                                                       | —                                                                                           |
| 2015 KG163            | 101              | 8,3 | 40,502 | 826     | 1610    | 32,06   | 2015       | Outer Solar System Origins Survey                                                                       | —                                                                                           |
| 2015 KH163            | 117              | 7,9 | 40,06  | 157,2   | 274     | 230,29  | 2015       | Outer Solar System Origins Survey                                                                       | ≈1:12-Bahnresonanz mit Neptun                                                               |
| 2015 KE172            | 106              | 8,1 | 44,137 | 133,12  | 222,1   | 15,43   | 2015       | Outer Solar System Origins Survey                                                                       | 1:9 Neptune resonance                                                                       |
| 2015 KG172            | 280              | 6,0 | 42     | 55      | 69      | 35      | 2015       | Rhiannon Lynne Allen, D. James, David Herrera                                                           | Bahndaten nicht genau bekannt, möglicherweise kein Detached Object                          |
| 2015 KQ174            | 154              | 7,3 | 49,31  | 55,40   | 61,48   | 294,0   | 2015       | Mauna Kea (nicht bestätigt)                                                                             | Pseudo-Sednoid; ≈2:5-Bahnresonanz mit Neptun                                                |
| 2015 RX245            | 255              | 6,2 | 45,5   | 410     | 780     | 65,3    | 2015       | Outer Solar System Origins Survey                                                                       | —                                                                                           |
| (541132) Leleākūhonua | 300              | 5,5 | 65,02  | 1042    | 2019    | 118,0   | 2015       | Scott S. Sheppard, Chad Trujillo, David J. Tholen                                                       | Sednoid                                                                                     |
| 2017 DP121            | 161              | 7,2 | 40,52  | 50,48   | 60,45   | 217,9   | 2017       | | —                                                                                           |
| 2017 FP161            | 168              | 7,1 | 40,88  | 47,99   | 55,1    | 218     | 2017       | | Grenze zu den Kuipergürtenasteroiden                                                        |
| 2017 SN132            | 97               | 5,8 | 40,949 | 79,868  | 118,786 | 148,769 | 2017       | Scott S. Sheppard, Chad Trujillo, David J. Tholen                                                       |                                                                                             |
| 2018 VM35             | 134              | 7,6 | 45,289 | 240,575 | 435,861 | 302,008 | 2018       | ??? |                                                                                             |

Die folgenden astronomischen Objekte könnten auch zu den Detached Objects gezählt werden, obwohl sie ein Perihel von weniger als 38 bis 40 Astronomischen Einheiten aufweisen.
| Astronomisches Objekt | Durchmesser (km) | mag  | q (AU) | a (AU) | Q (AU) | ω (°)   | Entdeckung | Entdecker                                                 | Einzelnachweise und Anmerkungen                                    |
| --------------------- | ---------------- | ---- | ------ | ------ | ------ | ------- | ---------- | --------------------------------------------------------- | ------------------------------------------------------------------ |
| (506479) 2003 HB57    | 147              | 74   | 38,116 | 166,2  | 294    | 11,082  | 2003       | Mauna Kea (nicht bestätigt)                               | —                                                                  |
| 2003 SS422            | 168              | >7,1 | 39     | 200    | 400    | 210     | 2003       | Cerro Tololo Inter-American Observatory (nicht bestätigt) | Bahndaten nicht genau bekannt, möglicherweise kein Detached Object |
| 2005 RH52             | 128              | 7,8  | 38,957 | 152,6  | 266,3  | 32,285  | 2005       | Canada France Ecliptic Plane Survey                       | —                                                                  |
| 2007 TC434            | 168              | 7,0  | 39,577 | 128,41 | 217,23 | 351,010 | 2007       | Las-Campanas-Observatorium (nicht bestätigt)              | 1:9-Bahnresonanz mit Neptun                                        |
| 2012 FL84             | 212              | 6,6  | 38,607 | 106,25 | 173,89 | 141,866 | 2012       | Pan-STARRS                                                | —                                                                  |
| 2014 FL72             | 193              | 6,8  | 38,1   | 104    | 170    | 259,49  | 2014       | Cerro Tololo Inter-American Observatory (nicht bestätigt) | —                                                                  |
| (533563) 2014 JW80    | 352              | 5,5  | 38,161 | 142,62 | 247,1  | 131,61  | 2014       | Pan-STARRS                                                | —                                                                  |
| (523778) 2014 YK50    | 293              | 5,6  | 38,972 | 120,52 | 202,1  | 169,31  | 2014       | Pan-STARRS                                                | —                                                                  |
| 2015 GT50             | 88               | 8,6  | 38,46  | 333    | 627    | 129,3   | 2015       | Outer Solar System Origins Survey                         | —                                                                  |